# Primeiro vice-primeiro-ministro da União Soviética
O Primeiro Vice-Primeiro-Ministro da União Soviética foi vice-chefe de governo da União das Repúblicas Socialistas Soviéticas (URSS). Apesar do título, o cargo nem sempre foi ocupado por um único indivíduo. O cargo teve três títulos diferentes ao longo de sua existência: Primeiro Vice-Presidente do Conselho de Comissários do Povo (1923–1946), Primeiro Vice-Presidente do Conselho de Ministros (1946–1991) e Primeiro Vice-Primeiro-Ministro da União Soviética (1991). O termo "primeiro vice-primeiro-ministro" foi usado por comentaristas externos para descrever o cargo de primeiro vice-chefe de governo.
Um primeiro vice-primeiro-ministro era responsável por uma área política específica. Por exemplo, Kirill Mazurov era responsável pela indústria, enquanto Dmitry Polyansky era responsável pela agricultura na União Soviética.:34 Além disso, um titular de cargo seria responsável por coordenar as atividades de ministérios, comitês estaduais e outros órgãos subordinados ao governo. Esperava-se que um Primeiro Vice-Presidente orientasse esses órgãos de maneira expedita para garantir a implementação dos planos de desenvolvimento econômico e social e verificar se as ordens e decisões do governo estavam sendo seguidas. Se o primeiro-ministro não pudesse desempenhar as suas funções, um dos primeiros adjuntos assumiria o papel de primeiro-ministro interino até ao seu regresso. No final da década de 1970, quando a saúde do primeiro-ministro Alexei Kossygin se deteriorou, o primeiro vice-primeiro-ministro Nikolai Tikhonov agiu em seu nome, como durante sua ausência. Finalmente, um primeiro deputado era, por direito, membro do Presidium do governo, o seu mais alto órgão de decisão.:30
Vinte e seis indivíduos ocuparam o cargo de primeiro vice-primeiro-ministro. O primeiro titular do cargo foi Valerian Kuibyshev, que tomou posse em 1934. Lavrenti Beria foi o que passou menos tempo no cargo, servindo por 113 dias. Com mais de dezessete anos, Viatcheslav Molotov foi o que passou mais tempo no cargo e ocupou o cargo durante a maior parte da presidência de Josef Stalin, bem como durante as presidências de Geórgiy Malenkov e Nikolai Bulganin.

## Lista de titulares
| N°.[a] | Retrato                                                                       | Nome (Nascimento–Morte)           | Mandato                 | Mandato                 | Mandato           | Primeiro-ministro                                 | Outros cargos ocupados enquanto Primeiro vice-primeiro-ministro                                                               | Ref.                 |
| N°.[a] | Retrato                                                                       | Nome (Nascimento–Morte)           | Posse                   | Fim do Mandato          | Tempo no cargo    | Primeiro-ministro                                 | Outros cargos ocupados enquanto Primeiro vice-primeiro-ministro                                                               | Ref.                 |
| ------ | ----------------------------------------------------------------------------- | --------------------------------- | ----------------------- | ----------------------- | ----------------- | ------------------------------------------------- | --- | -------------------- |
| 1      |                                                                               | Valerian Kuibyshev (1888–1935)    | 14 de maio de 1934      | 25 de janeiro de 1935 † | 256 dias          | Viatcheslav Molotov                               | Presidente da Comissão de Controle Popular Soviética                                                                          | [ 4 ] [ 5 ]          |
| 2      |                                                                               | Nikolai Voznesensky (1895–1950)   | 10 de março de 1941     | 15 de março de 1946     | 5 anos, 5 dias    | Viatcheslav MolotovJoseph Stalin                  | Presidente do Comitê Estatal de Planejamento                                                                                  | [ 6 ]                |
| 3      | A man in a dark suit, light shirt and dark tie, smiling                       | Viatcheslav Molotov (1890–1986)   | 16 de agosto de 1942    | 29 de junho de 1957     | 11 anos, 106 dias | Josef StalinGeórgiy MalenkovNikolai Bulganin      | Ministro das Relações Exteriores                                                                                              | [ 7 ] [ 8 ]          |
| 4      |                                                                               | Nikolai Bulganin (1895–1975)      | 7 de abril de 1950      | 8 de fevereiro de 1955  | 4 anos, 307 dias  | Josef StalinGeórgiy Malenkov                      | Ministro da Defesa | [ 9 ] [ 10 ]         |
| 5      |                                                                               | Lavrenti Beria (1899–1953)        | 5 de março de 1953      | 26 de junho de 1953     | 113 dias          | Geórgiy Malenkov                                  | Ministro da Administração Interna                                                                                             | [ 11 ]               |
| 6      |                                                                               | Lazar Kaganovich (1893–1991)      | 5 de março de 1953      | 29 de junho de 1957     | 4 anos, 141 dias  | Geórgiy MalenkovNikolai BulganinNikita Khrushchov | Ministro da Indústria de Materiais de Construção Presidente do Comitê Estatal do Conselho de Ministros do Trabalho e Salários | [ 12 ] [ 13 ] [ 14 ] |
| 7      |                                                                               | Anastas Mikoyan (1895–1978)       | 28 de fevereiro de 1955 | 15 de julho de 1964     | 9 anos, 138 dias  | Nikolai BulganinNikita Khrushchov                 | Principal diplomata em Cuba durante a Crise dos Mísseis de Cuba                                                               | [ 15 ]               |
| 8      |                                                                               | Mikhail Pervukhin (1904–1974)     | 28 de fevereiro de 1955 | 5 de julho de 1957      | 2 anos, 127 dias  | Nikolai Bulganin                                  | Presidente da Comissão Econômica Estatal de Planejamento Econômico Atual                                                      | [ 16 ]               |
| 9      |                                                                               | Maksim Saburov (1900–1977)        | 28 de fevereiro de 1955 | 5 de julho de 1957      | 2 anos, 127 dias  | Nikolai Bulganin                                  | Presidente do Comitê Estatal de Planejamento                                                                                  | [ 17 ]               |
| 10     |                                                                               | Josef Kuzmin (1910–1996)          | 28 de fevereiro de 1955 | 5 de julho de 1957      | 2 anos, 127 dias  | Nikolai Bulganin                                  | Presidente do Comitê Estatal de Planejamento                                                                                  | [ 18 ]               |
| 11     |                                                                               | Frol Kozlov (1908–1965)           | 31 de março de 1958     | 4 de maio de 1960       | 2 anos, 34 dias   | Nikita Khrushchov                                 | Presidente do Comitê Estatal de Planejamento                                                                                  | [ 19 ]               |
| 12     |                                                                               | Alexei Kossygin (1904–1980)       | 4 de maio de 1960       | 15 de outubro de 1964   | 4 anos, 164 dias  | Nikita Khrushchov                                 | — | [ 20 ]               |
| 13     |                                                                               | Dmitri Ustinov (1908–1984)        | 13 de março de 1963     | 26 de março de 1965     | 2 anos, 13 dias   | Nikita KhrushchovAlexei Kossygin                  | — | [ 21 ]               |
| 14     |                                                                               | Kirill Mazurov (1914–1989)        | 26 de março de 1965     | 28 de novembro de 1978  | 13 anos, 247 dias | Alexei Kossygin                                   | Primeiro Secretário do Partido Comunista da Bielorrússia                                                                      | [ 22 ]               |
| 15     |                                                                               | Dmitry Polyansky (1917–2001)      | 2 de outubro de 1965    | 2 de fevereiro de 1973  | 7 anos, 123 dias  | Alexei Kossygin                                   | — | [ 23 ]               |
| 16     |                                                                               | Nikolai Tikhonov (1905–1997)      | 2 de setembro de 1976   | 23 de outubro de 1980   | 4 anos, 51 dias   | Alexei Kossygin                                   | — | [ 24 ]               |
| 17     |                                                                               | Ivan Arkhipov (1907–1998)         | 27 de outubro de 1980   | 4 de outubro de 1986    | 5 anos, 342 dias  | Nikolai TikhonovNikolai Ryzhkov                   | — | [ 25 ]               |
| 18     | A man in a dark suit with a red tie standing in front of the Azerbaijani flag | Heydar Aliyev (1923–2003)         | 24 de novembro de 1982  | 23 de outubro de 1987   | 4 anos, 333 dias  | Nikolai TikhonovNikolai Ryzhkov                   | Primeiro Secretário do Partido Comunista do Azerbaijão                                                                        | [ 26 ] [ 27 ]        |
| 19     | A man in a dark suit, seated, looking to his left                             | Andrei Gromiko (1909–1989)        | 24 de março de 1983     | 2 de julho de 1985      | 2 anos, 100 dias  | Nikolai Tikhonov                                  | Ministro das Relações Exteriores                                                                                              | [ 28 ] [ 29 ]        |
| 20     |                                                                               | Nikolai Talyzin (1929–1991)       | 14 de outubro de 1985   | 1 de outubro de 1988    | 2 anos, 353 dias  | Nikolai Ryzhkov                                   | Presidente do Comitê Estatal de Planejamento                                                                                  | [ 30 ]               |
| 21     |                                                                               | Vsevolod Murakhovski (1926–2017)  | 1 de novembro de 1985   | 7 de junho de 1989      | 3 anos, 218 dias  | Nikolai Ryzhkov                                   | Presidente do Comitê Estatal do Conselho de Ministros da Agricultura                                                          | [ 31 ]               |
| 22     |                                                                               | Yuri Maslyukov (1937–2010)        | 5 de fevereiro de 1988  | 26 de dezembro de 1990  | 2 anos, 324 dias  | Nikolai Ryzhkov                                   | Presidente do Comitê Estatal de Planejamento                                                                                  | [ 32 ] [ 33 ]        |
| 23     |                                                                               | Lev Voronin (1928–2008)           | 17 de julho de 1989     | 26 de dezembro de 1990  | 1 ano, 162 dias   | Nikolai Ryzhkov                                   | — | [ 34 ]               |
| 24     |                                                                               | Vladilen Nikitin (1936–2021)      | 27 de julho de 1989     | 30 de agosto de 1990    | 1 ano, 34 dias    | Nikolai Ryzhkov                                   | — | [ 35 ]               |
| 25     |                                                                               | Vladimir Velichko (1937–)         | 15 de janeiro de 1991   | 26 de novembro de 1991  | 315 dias          | Valentin PavlovIvan Silayev                       | Ministro da Construção de Máquinas Pesadas                                                                                    | [ 36 ] [ 37 ]        |
| 26     |                                                                               | Vitaly Doguzhiyev (1935–2016)     | 15 de janeiro de 1991   | 26 de novembro de 1991  | 315 dias          | Valentin PavlovIvan Silayev                       | — | [ 37 ]               |
| 27     |                                                                               | Vladimir Shcherbakov [ru] (1949–) | 16 de maio de 1991      | 26 de novembro de 1991  | 194 dias          | Valentin PavlovIvan Silayev                       | — | [ 37 ]               |